# Телаві
Тела́ві (груз. თელავი) — місто в Алазанській долині Грузії, центр Телавського муніципалітету та столиця мхаре Кахетія.
Населення — 19 629 жителів (2014).
Місто розташоване на північному схилі Циві-Гомборського хребта, на висоті 490 м над рівнем моря, в 70 км від Тбілісі.

## Пам'ятник Лесі Українці
28 листопада 2017 року прем'єр-міністр України Володимир Гройсман здійснив поїздку до регіону Кахеті, під час якої голова українського уряду за участю міністра культури та охорони пам'ятників Грузії М. Гіоргадзе, губернатора регіону Кахеті І. Кадагішвілі та мера Телаві Ш. Нарекішвілі здійснив офіційне відкриття пам'ятника Лесі Українці у місті Телаві, де видатна українська поетеса жила у 1909—1910 роках і створила такі твори як «Камінний господар» та «Руфін і Прісцілла».
Цей пам'ятник є авторським витвором українських скульпторів О. Ю. Рубан, В. Р. Липовки та архітектора В. П. Скульського.

## Люди
В місті народився Мосіашвілі Гулі Іванович — радянський мікробіолог.

## Цікавий факт
Телаві є місцем дії фільму Георгія Данелія «Міміно».

## Галерея

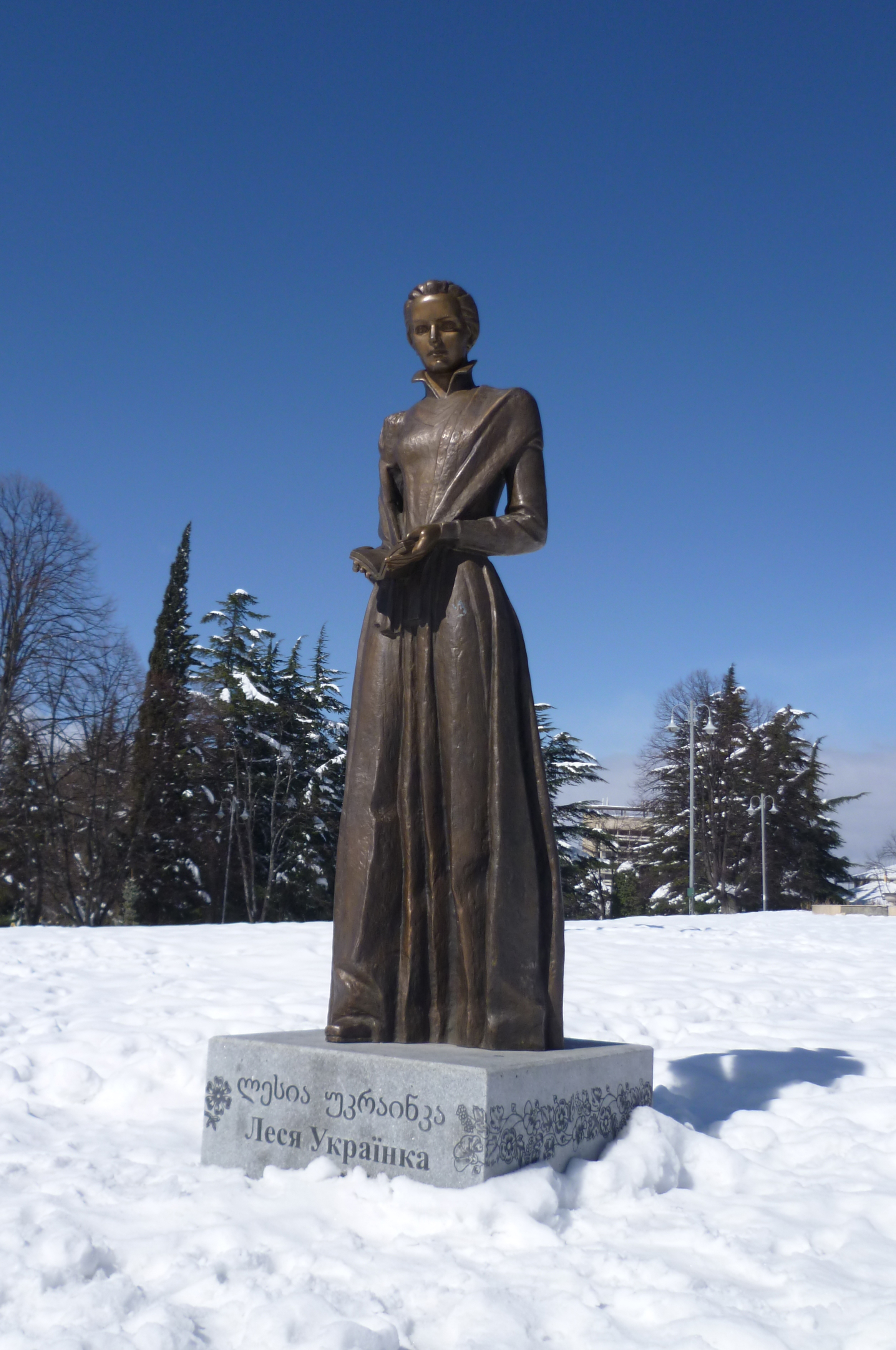
Пам'ятник Лесі Українці в Телаві
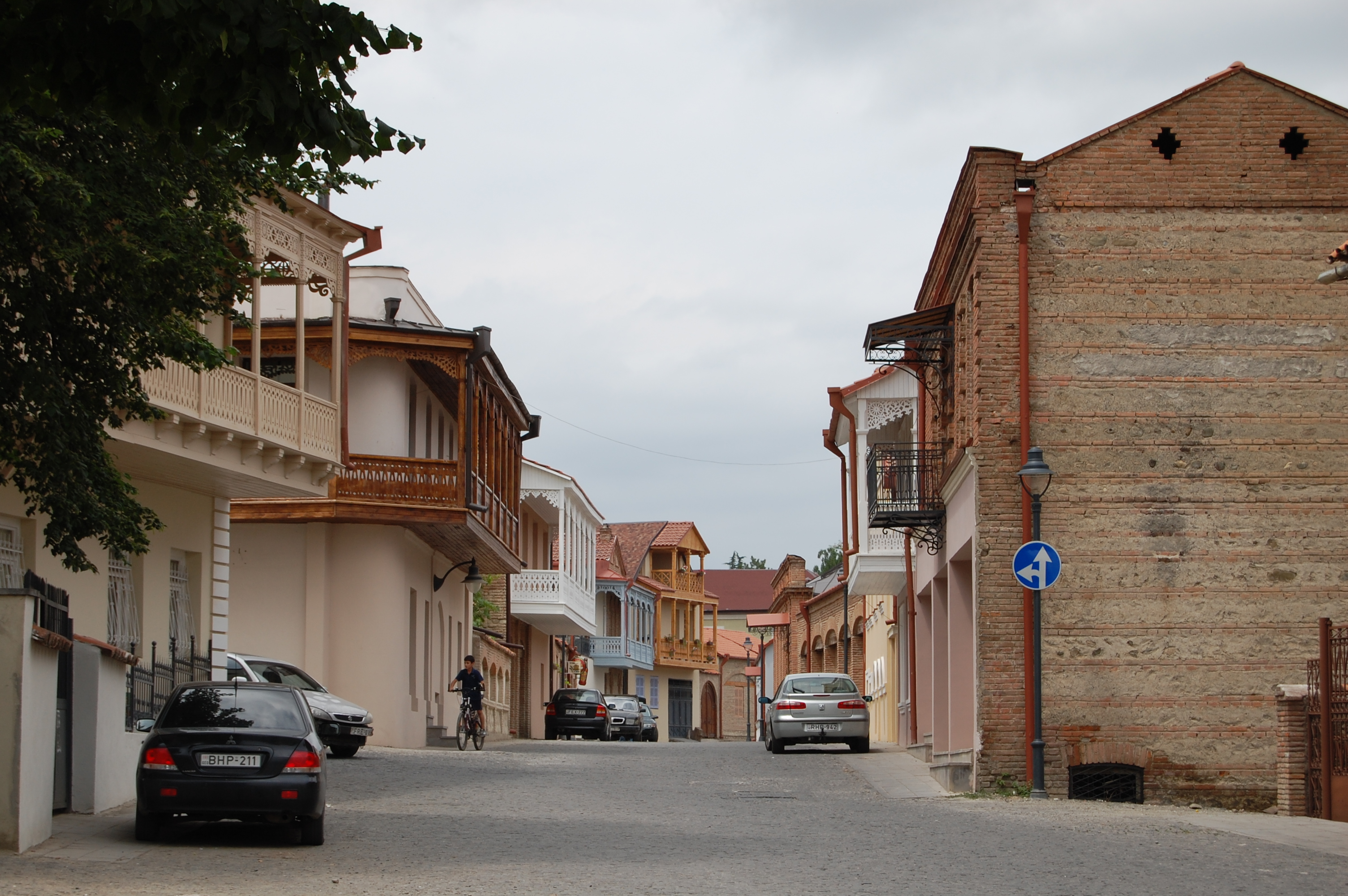
Старе місто
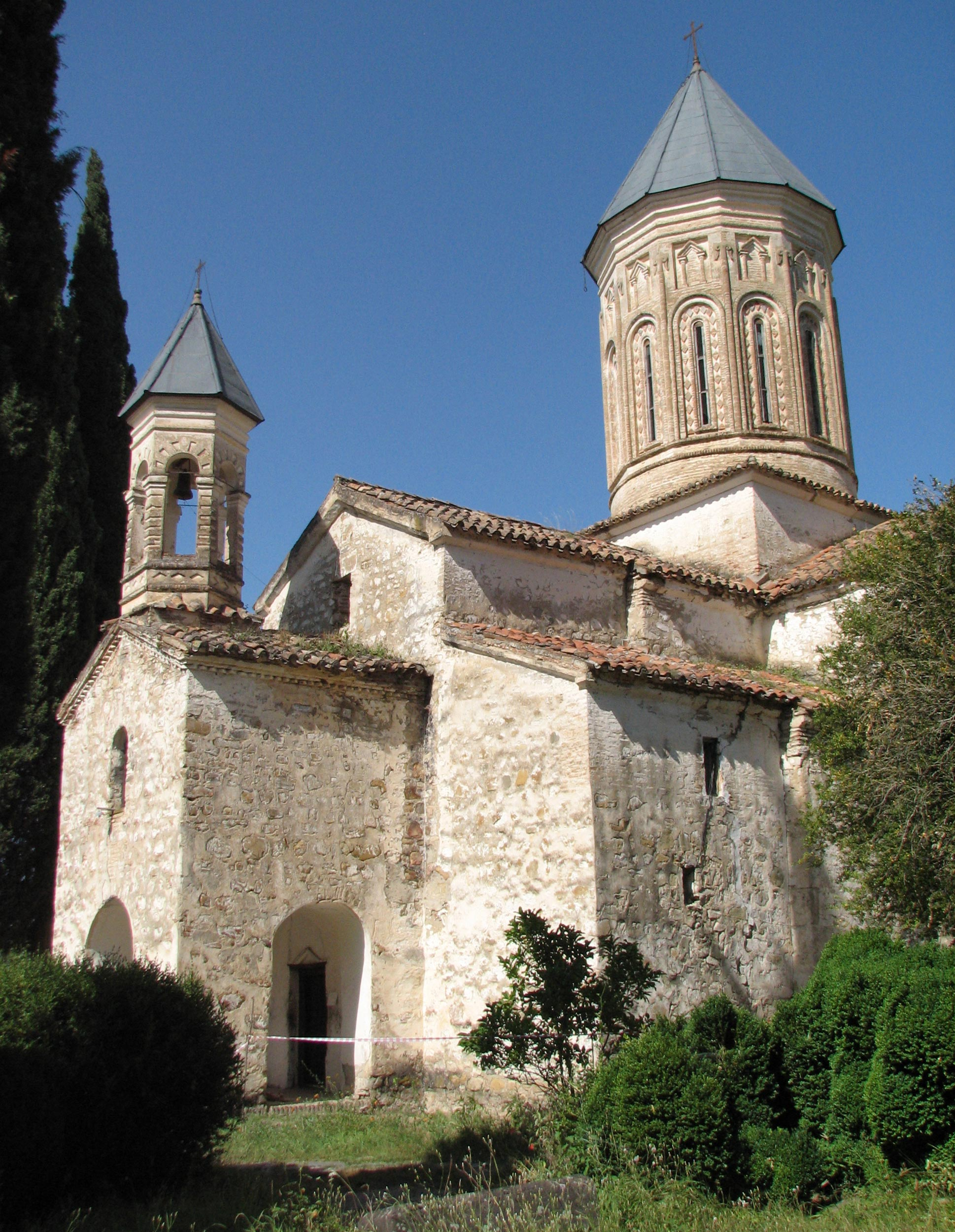
Церква
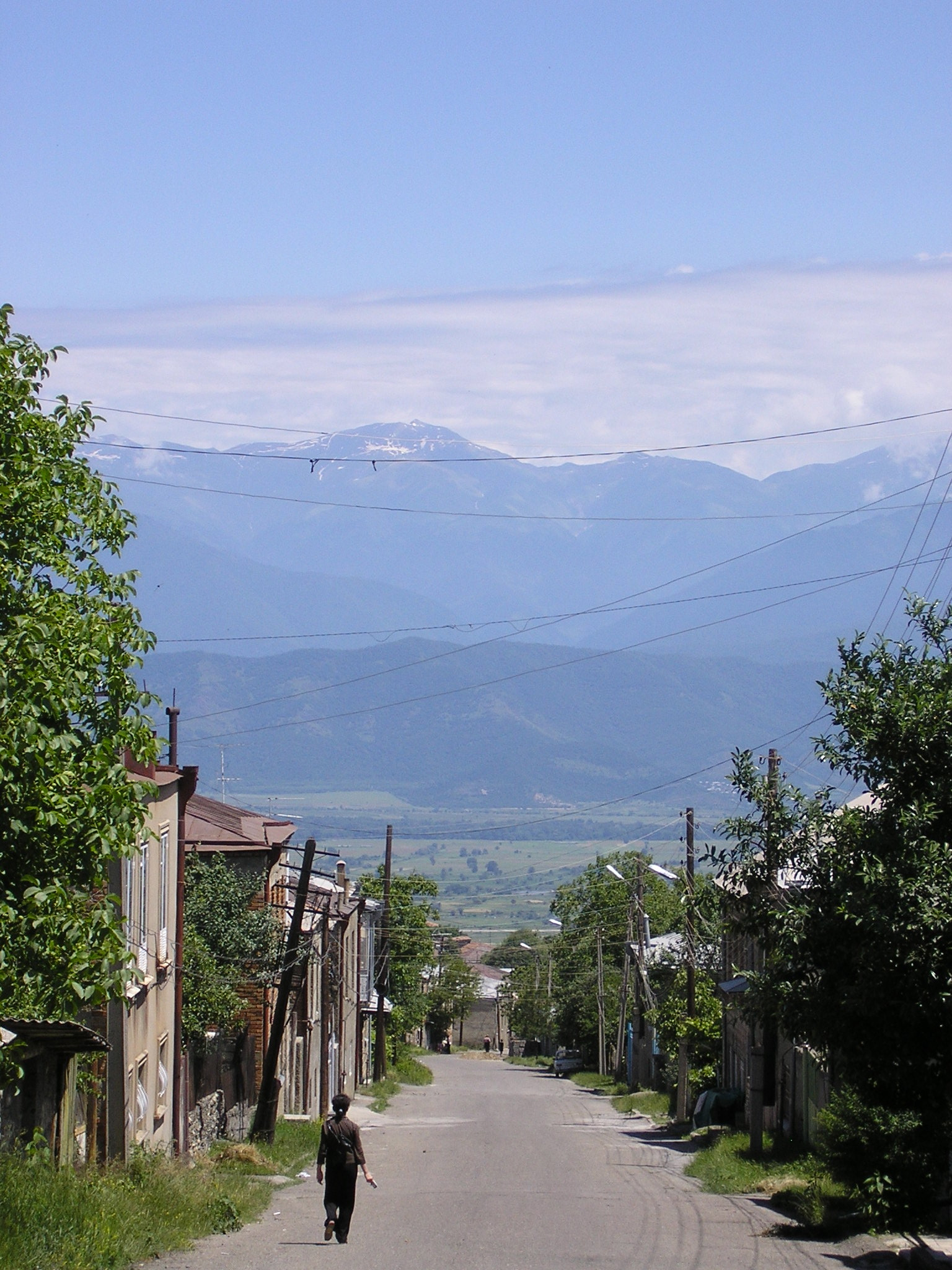
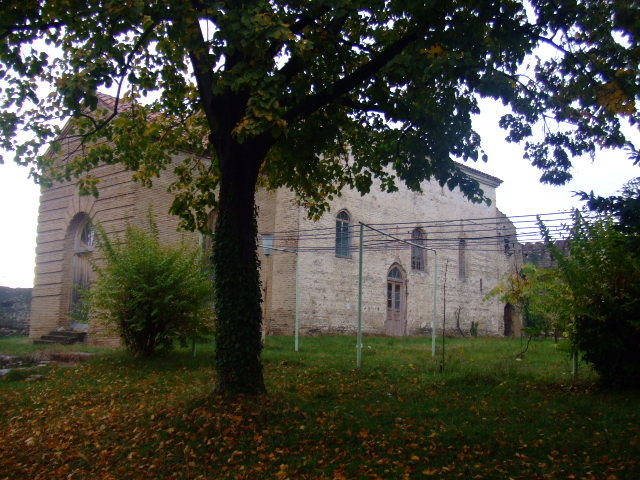
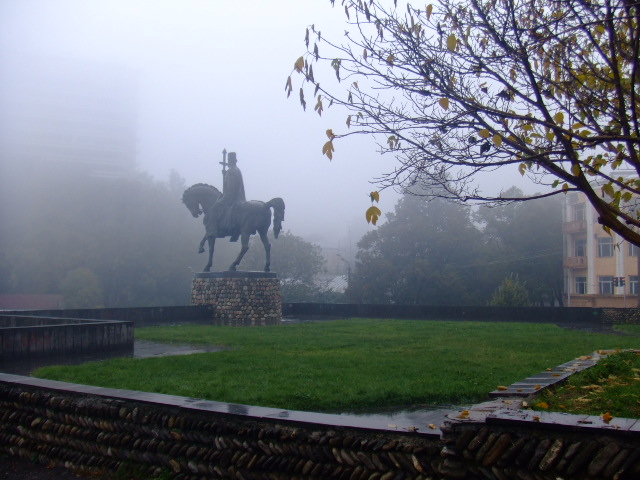
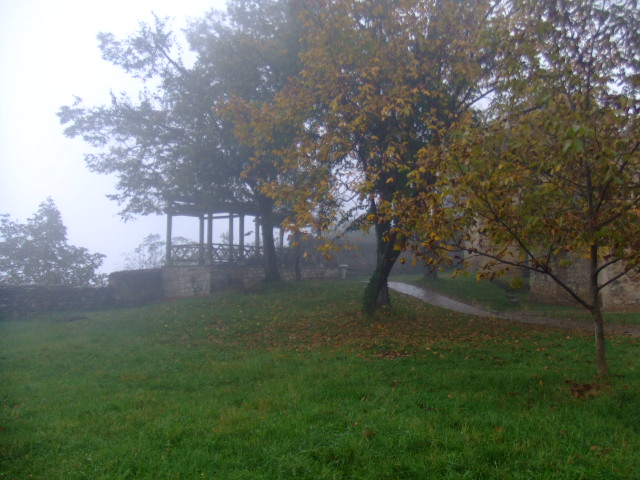
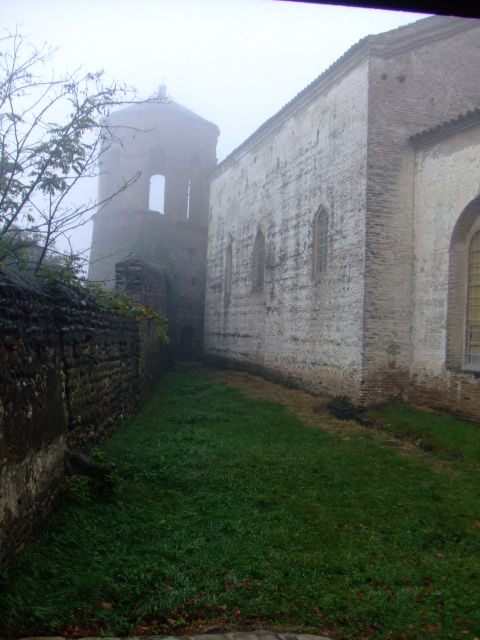
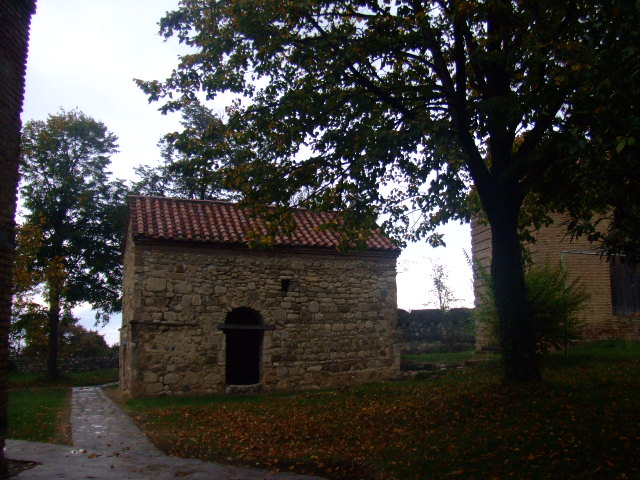
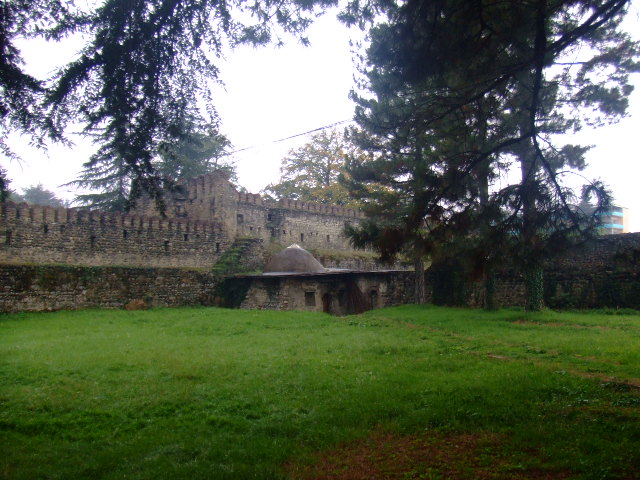
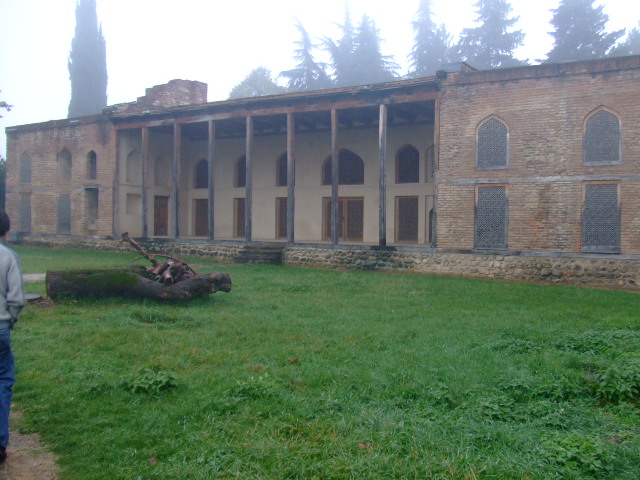
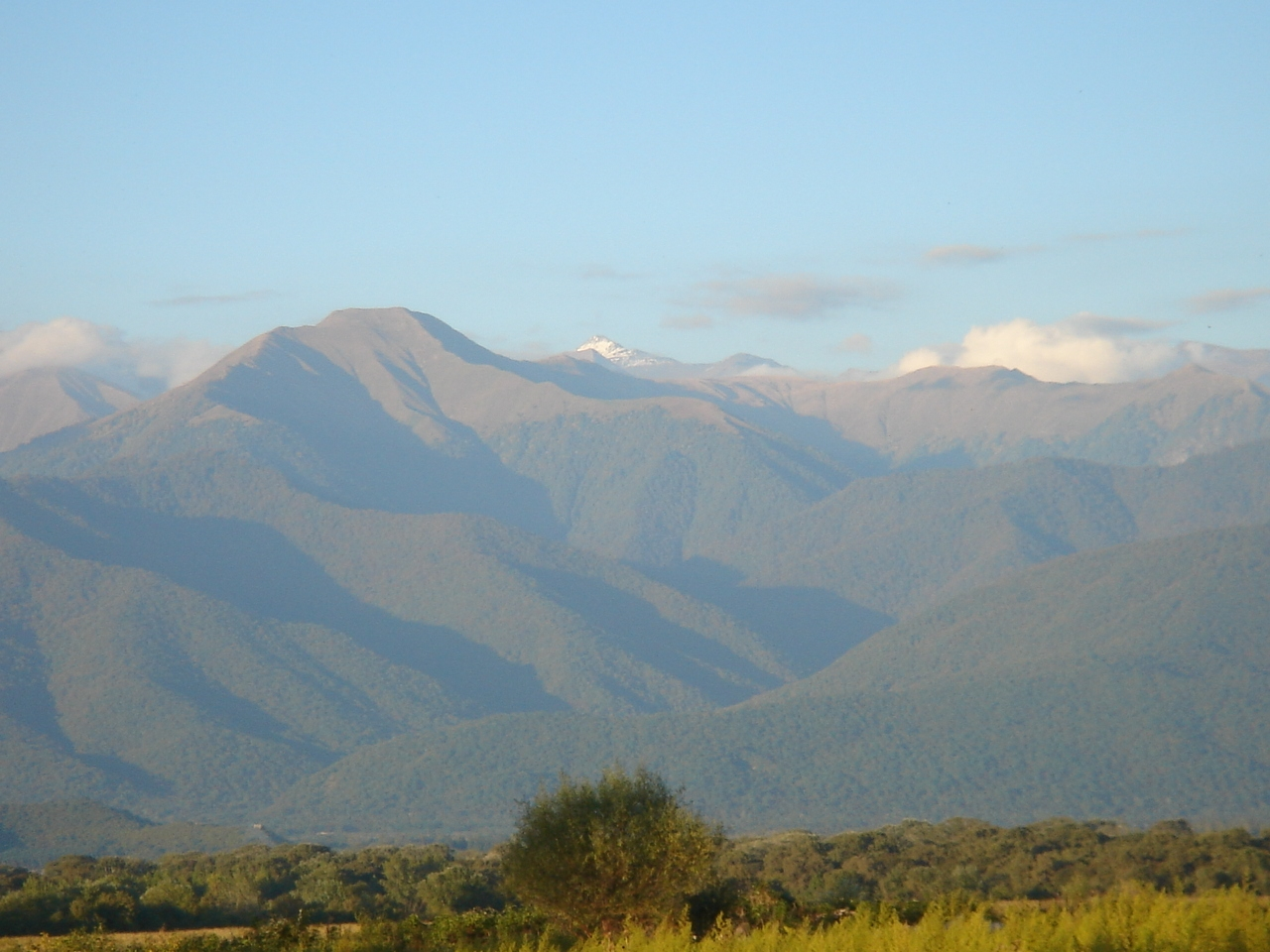
Алазанський Кавказ, вид з Телаві
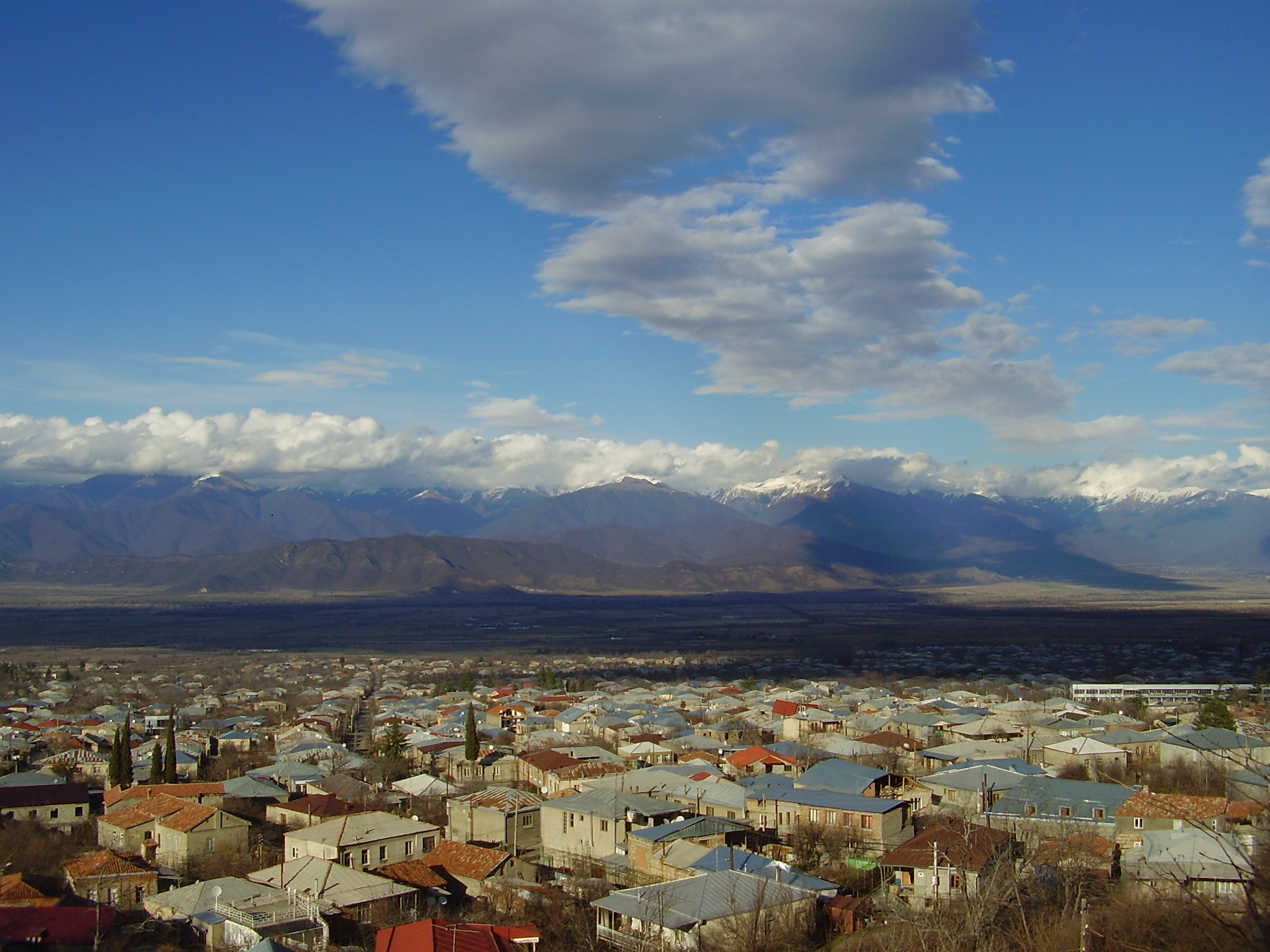
Панорама